# Marco Abbondanza
Marco Abbondanza (Nápoly, 1953. június 27. –) olasz szemészorvos, szemsebész, keratoconus-, fénytörési hibák-, valamint szaruhártya-specialista.

## Életútja
Nápolyban született, Osvaldo Abbondanza olasz mérnök, a forgófejes lyukasztógép feltalálójának fiaként.
1983-ban orvoslás és sebészet tárgyakban végzett a római La Sapienza Egyetemen, majd ugyanott klinikai kórtan és szemészet szakvizsgát tett. 1988-ban a moszkvai Fjodorov Szem-mikrosebészeti Komplexum hallgatója volt, a Szovjetunióban, Szvjatoszlav Nyikolajevics Fjodorov keze alatt, speciális sebészeti eljárások elsajátítására. 1997-ben elkészült két posztgraduális diplomája Invazív és nem-invazív technikák a szemsebészetben címmel, a Sapienza Továbbképző intézetében.

### Orvosi pályafutása
1984-től egy olasz orvosteammel, Abbondanza kifejlesztett egy új gyógyító eljárást, amely képes korrigálni a keratoconus okozta látásromlást, illetve megállítani annak kórtani előrehaladását. Dr. Szergej Arcibasev 1988 júliusában Olaszországba érkezett, hogy ott bemutató műtéteket végezzen, és előadásokat tartson ottani szemsebészeknek. Dr. Abbondanza 1992-ben megszervezte mind elméleti, mind gyakorlati témákban az Excimer lézerfelhasználók első római világtalálkozóját.
Arcibasev professzor útmutatásai nyomán, 1993-ban kialakított egy új műtéti technikát, amit 2005-ben továbbfejlesztett, az úgynevezett Mini Aszimmetrikus Radiális Keratotómiát (MARK). Ez egy sor sugárirányú 1,75-2,25 mm-es, gyémánt késsel végzett bemetszés, amelynek célja, a keratoconussal érintett szaruhártya ellenőrzött hegesedése, amely megváltoztatja a vastagságát. Ez az eljárás, ha jól csinálják, képes arra, hogy kiküszöbölje asztigmatizmust, stabilizálja az első, illetve második stádiumú keratoconust, elkerülve, hogy szükség legyen szaruhártya-átültetésre. Abbondanza volt az első, aki összehozta a MARK műtétet a szaruhártya kollagén kezelésével a keratoconus gyógyítására. Közismert, hogy Arcibasevhez hasonlóan ambidexter sebész, aki mindkét kezével egyformán ügyesen tud műteni.
Újszerű eljárásokat alkalmaz a rövidlátás, asztigmatizmus, távollátás, szürkehályog gyógyításában. Abbondanza volt az első, aki 1988-ban, a radiális keratokoaguláció technikáját Európában alkalmazta. Bevezette Olaszországban a PRK-t, az excimerlézeres kezelést 1989-ben, a szaruhártya kollagén cross-linking (keresztkötéses) kezelését a keratoconus sebészeti kezelése alternatívájaként, 2005-ben. Abbondanza teljes jogú tagja több tudományos szervezetnek, beleértve a Fénytörési Sebészet Nemzetközi Társaságát (ISRS), az Európai Szürkehályog Társaságot, a Fénytöréssebészek (ESCRS), a Szemészet Amerikai Akadémiáját (AAO), az Amerikai Szürkehályog Műtéti Helyreállítása Társaságot (ASCRS), valamint az Olasz Szemészeti Társaságot (SOI).

## Fordítás
Ez a szócikk részben vagy egészben  a   Marco Abbondanza című spanyol Wikipédia-szócikk ezen változatának fordításán alapul.  Az eredeti cikk szerkesztőit annak laptörténete sorolja fel. Ez a jelzés csupán a megfogalmazás eredetét és a szerzői jogokat jelzi, nem szolgál a cikkben szereplő információk forrásmegjelöléseként.